# Vager
 Der er for få eller ingen kildehenvisninger i denne artikel, hvilket er et problem. Du kan hjælpe ved at angive troværdige kilder til de påstande, som fremføres i artiklen.

En vager (fra nederlandsk waken; dansk: ~ flyde på vandet) er et mindre sømærke uden lys. I gamle dage var toppen lavet af birkeris (små grene fra et birketræ),  men nu til dags er det lavet af plastik.